# Mallinella
Mallinella es un género de arañas de la familia Zodariidae.

## Especies
- Mallinella abdita
- Mallinella abnormis
- Mallinella acanthoclada
- Mallinella acroscopica
- Mallinella adonis
- Mallinella advena
- Mallinella albomaculata
- Mallinella albotibialis
- Mallinella allantoides
- Mallinella allorostrata
- Mallinella alticola
- Mallinella amblyrhyncha
- Mallinella ampliata
- Mallinella angoonae
- Mallinella angulosa
- Mallinella angustata
- Mallinella angustissima
- Mallinella annulipes
- Mallinella apiculata
- Mallinella apodysocrina
- Mallinella atromarginata
- Mallinella axillocrina
- Mallinella bandamaensis
- Mallinella beauforti
- Mallinella belladonna
- Mallinella bicolor
- Mallinella bidenticulata
- Mallinella bifida
- Mallinella bifurcata
- Mallinella bigemina
- Mallinella birostrata
- Mallinella biumbonalia
- Mallinella bosmansi
- Mallinella brachiata
- Mallinella brachyrhyncha
- Mallinella brachytheca
- Mallinella brunneofusca
- Mallinella calicoanensis
- Mallinella calilungae
- Mallinella callicera
- Mallinella cameroonensis
- Mallinella caperata
- Mallinella capitulata
- Mallinella chengjiaani
- Mallinella cirrifera
- Mallinella clavigera
- Mallinella comitata
- Mallinella concava
- Mallinella consona
- Mallinella convolutiva
- Mallinella cordiformis
- Mallinella cryptocera
- Mallinella cryptomembrana
- Mallinella cuspidata
- Mallinella cuspidatissima
- Mallinella cymbiforma
- Mallinella dambrica
- Mallinella debeiri
- Mallinella decorata
- Mallinella decurtata
- Mallinella denticulata
- Mallinella digitata
- Mallinella dinghu
- Mallinella dolichobilobata
- Mallinella dolichorhyncha
- Mallinella dumogabonensis
- Mallinella elegans
- Mallinella elongata
- Mallinella erratica
- Mallinella etindei
- Mallinella exornata
- Mallinella fasciata
- Mallinella filicata
- Mallinella filifera
- Mallinella flabellata
- Mallinella flabelliformis
- Mallinella flagelliformis
- Mallinella fronto
- Mallinella fulvipes
- Mallinella galyaniae
- Mallinella glomerata
- Mallinella gombakensis
- Mallinella gongi
- Mallinella hainan
- Mallinella hamata
- Mallinella hilaris
- Mallinella hingstoni
- Mallinella hoangliena
- Mallinella hoosi
- Mallinella immaculata
- Mallinella inflata
- Mallinella innovata
- Mallinella insolita
- Mallinella insulana
- Mallinella jaegeri
- Mallinella karubei
- Mallinella kelvini
- Mallinella khanhoa
- Mallinella kibonotensis
- Mallinella klossi
- Mallinella koupensis
- Mallinella kritscheri
- Mallinella kunmingensis
- Mallinella labialis
- Mallinella langping
- Mallinella leonardi
- Mallinella leptoclada
- Mallinella linguiformis
- Mallinella liuyang
- Mallinella lobata
- Mallinella longipoda
- Mallinella maculata
- Mallinella manengoubensis
- Mallinella maolanensis
- Mallinella martensi
- Mallinella maruyamai
- Mallinella mbaboensis
- Mallinella mbamensis
- Mallinella melanognatha
- Mallinella meriani
- Mallinella merimbunenis
- Mallinella microcera
- Mallinella microleuca
- Mallinella microtheca
- Mallinella montana
- Mallinella monticola
- Mallinella mucocrina
- Mallinella multicornis
- Mallinella murphyorum
- Mallinella myrmecophaga
- Mallinella nepalensis
- Mallinella ngoclinha
- Mallinella nigra
- Mallinella nilgherina
- Mallinella nomurai
- Mallinella nyikae
- Mallinella obtusa
- Mallinella octosignata
- Mallinella oculobella
- Mallinella okinawaensis
- Mallinella okuensis
- Mallinella onoi
- Mallinella oscari
- Mallinella panchoi
- Mallinella pectinata
- Mallinella peculiaris
- Mallinella phansipana
- Mallinella platycera
- Mallinella platyrhyncha
- Mallinella pluma
- Mallinella ponikii
- Mallinella ponikioides
- Mallinella preoboscidea
- Mallinella pricei
- Mallinella pulchra
- Mallinella punctata
- Mallinella raniformis
- Mallinella rectangulata
- Mallinella redimita
- Mallinella reinholdae
- Mallinella renaria
- Mallinella robusta
- Mallinella rolini
- Mallinella rostrata
- Mallinella sadamotoi
- Mallinella scapigera
- Mallinella scharffi
- Mallinella sciophana
- Mallinella scutata
- Mallinella selecta
- Mallinella septemmaculata
- Mallinella shimojanai
- Mallinella shuqiangi
- Mallinella silva
- Mallinella simillima
- Mallinella simoni
- Mallinella slaburuprica
- Mallinella sobria
- Mallinella sphaerica
- Mallinella spiralis
- Mallinella stenotheca
- Mallinella suavis
- Mallinella subinermis
- Mallinella submonticola
- Mallinella sumatrana
- Mallinella sundaica
- Mallinella superba
- Mallinella sylvatica
- Mallinella thailandica
- Mallinella thinhi
- Mallinella tianlin
- Mallinella tricuspidata
- Mallinella tridentata
- Mallinella triplex
- Mallinella tuberculata
- Mallinella tumidifemoris
- Mallinella uncinata
- Mallinella vandermarlierei
- Mallinella vicaria
- Mallinella vietnamensis
- Mallinella v-insignita
- Mallinella vittata
- Mallinella vittiventris
- Mallinella vokrensis
- Mallinella vulparia
- Mallinella vulpina
- Mallinella wiputrai
- Mallinella zebra
- Mallinella zhui